# Eduard Pieter Messer
Eduard Pieter Messer (Middelburg, 22 januari 1880 – Amsterdam, 6 januari 1962) was een Nederlands architect.

## Privéleven
Eduard Pieter Messer was een zoon van boekhouder Cornelis Adriaan Messer en Maatje Hildernisse. Hij trouwde met Teuntje van der Hoek. Het werd begraven op De Nieuwe Ooster. Zoon Willem Messer was eveneens architect (in Zeeland) en was getrouwd met kunstenaar Liesbeth Heijbroek. De andere zoon Eduard Messer werd journalist en was getrouwd met Anna Ludmilla Grinbaum.

## Loopbaan
Na de HBS in Middelburg ging hij leren voor bouwkundig opzichter, een studie die hij in 1901 afsloot. Hij werkte van 1907 tot 1917 samen met architect Jan de Meijer, met wie hij onder andere het Observatiehuis voor jongens aan de Vosmaerstraat ontwierp.
Hij trad direct na de Eerste Wereldoorlog in dienst bij de Dienst der Publieke Werken en maakte de opleving in de bouw mee tijdens het interbellum, maar ook de daarop volgende crisisjaren, waarbij soms gewerkt moest worden met het werkfonds. Hij werd in 1930 hoofdarchitect bij de dienst.
De Publieke Werken was destijds verantwoordelijk voor bijna alle openbare gebouwen in Amsterdam. In terugblik is vanwege het collectief werken van de dienst niet altijd even duidelijk welk gebouw door wie ontworpen is. De Volkskrant van 8 januari 1962 ging uit van bijvoorbeeld talloze scholen. Zo werkte hij met Arend Jan Westerman aan het Berlage Lyceum en ontwierp het geologisch instituut van de Universiteit van Amsterdam, een deel van de dubbele chirurgische kliniek van het Wilhelmina Gasthuis (na 1985 WG-Plein 100-873), het Vossius Gymnasium en de meisjes-HBS aan de Gerrit van der Veenstraat. Andere werkzaamheden bevonden zich in de categorie renovatie/restauratie; voorbeelden daarvan volgens dezelfde krant zijn de aanbouw aan de Munt en de stompe kerktoren van Ransdorp. Die laatste werkzaamheden (herstellen van kerken en kerktorens) zou hij ook voortzetten na zijn officiële pensioen op 31 december 1945, tot in zijn provincie van geboorte Zeeland aan toe, alwaar zijn zoon woonde.